# جيمس ستيرن
جيمس ستيرن (بالإنجليزية: James Stern)‏ هو مترجم أمريكي، ولد في 26 ديسمبر 1904 في مقاطعة ميث في جمهورية أيرلندا، وتوفي في 22 نوفمبر 1993.